# Morton Hall
Morton Hall – wieś w Anglii, w hrabstwie Lincolnshire, w dystrykcie North Kesteven. Leży 13 km na południowy zachód od Lincoln i 189 km na północ od Londynu.